# Eduardo Cofré
Eduardo Patricio Cofré Vega (Santiago, Chile, 23 de julio de 1961-Viña del Mar, Chile, 24 de junio de 2025), más conocido como Gino Cofré, fue un futbolista chileno, era un corpulento delantero que tuvo la particularidad de no haber realizado divisiones inferiores.

## Trayectoria
Comenzó jugando al fútbol en el barrio, jugando para el equipo del Café Haití. Luego, se unió por un tiempo a las divisiones inferiores de Universidad Católica, donde fue dirigido por Ignacio Prieto, pero decidió salir. Luego de muchas pruebas en diferentes equipos, donde no quedó debido a su físico, y tras jugar en el fútbol aficionado de Santiago, en 1983 pasó a formar parte de Santiago Wanderers de Valparaíso, siendo aprobada su contratación por el entrenador Pedro Morales y su ayudante Salvador Biondi. En el cuadro caturro disputó 3 temporadas. En 1986 firma por Deportes Concepción, para en 1987 jugar la Copa LAN Chile 1987 por Palestino. Luego de que el valor de la prima convenida en el contrato no fuera respetada por los dirigentes tetracolores, para el torneo oficial regresa al cuadro lila.
En 1988 llega al cuadro de Cobresal, donde consigue el subcampeonato de Primera División en 1988, además de terminar en la cuarta posición en 1989. Sin embargo, perdió regularidad tras una lesión a su rodilla, además de una escasa adaptación a El Salvador, problemas familiares y rumores periodísticos que lo involucraron al consumo de drogas, lo llevaron en 1991 a rescindir su contrato con el equipo cobresalino para firmar por Everton de la ciudad de Viña del Mar, donde tuvo una regular campaña al marcar 1 gol en 28 partidos.
En 1992 llega a Universidad de Chile, cumpliendo un sueño de su infancia. Debuta en el cuadro azul el 29 de febrero por Copa Chile en el empate 3-3 con Colo Colo, donde anotó uno de los goles azules. Desde ahí comenzó a figurar dentro del plantel, pero su actuación más importante en la «U» llegaría en el Superclásico jugado el 12 de julio de 1992, esa tarde en el Estadio Nacional se consagraría como ídolo azul, al convertir dos goles en el triunfo 2-0 sobre Colo Colo. Desde ese día, se transformó en un jugador muy querido por la hinchada azul, pero una rebelde lesión a la rodilla en la segunda rueda de 1992, y que luego le afectó en 1993 lo alejó de las canchas, para a fines de la temporada 1996 abandonar la institución. En su paso por Universidad de Chile jugó 44 partidos y convirtió 11 goles. Pese a las lesiones, fue apoyado por el entonces presidente azul René Orozco, quien renovó su contrato pese a las lesiones que lo afectaban.
En 1997 tuvo la intención de regresar a Everton, esta vez en la Primera B; sin embargo, pese a entrenar con el club, sus dolencias a la rodilla lo llevaron a retirarse del fútbol.

## Selección nacional

### Selección juvenil
Defendió a la Selección sub-20 de Chile en los Juegos Suramericanos de 1986.Además, defendió a la selección en el Preolímpico Sudamericano de 1988, donde el conjunto chileno quedó eliminado en primera fase.

#### Participaciones en Preolímpicos
| Campeonato                       | Sede    | Resultado    |
| -------------------------------- | ------- | ------------ |
| Preolímpico Sudamericano de 1988 | Bolivia | Primera fase |

### Selección adulta
Jugó solo un partido en la selección adulta, el 17 de junio de 1984, contra la selección de Inglaterra.

### Partidos internacionales
| 1     | 17 de junio de 1984 | Estadio Nacional, Santiago, Chile | Chile      | 0-0 | Inglaterra |   |  | Isaac Carrasco | Amistoso |
| Total | Total               | Total                             | Presencias | 1   | Goles      | 0 |  |                |          |

| Selección chilena | Selección chilena | Selección chilena |
| Año               | Partidos          | Goles             |
| ----------------- | ----------------- | ----------------- |
| 1984              | 1                 | 0                 |
| Total             | 1                 | 0                 |

## Clubes
| Club                 | País  | Año       |
| -------------------- | ----- | --------- |
| Santiago Wanderers   | Chile | 1983-1985 |
| Deportes Concepción  | Chile | 1986      |
| Palestino            | Chile | 1987      |
| Deportes Concepción  | Chile | 1987      |
| Cobresal             | Chile | 1988-1991 |
| Everton              | Chile | 1991      |
| Universidad de Chile | Chile | 1992-1996 |

## Palmarés

### Títulos nacionales
| Título           | Club                 | País  | Año  |
| ---------------- | -------------------- | ----- | ---- |
| Primera División | Universidad de Chile | Chile | 1994 |
| Primera División | Universidad de Chile | Chile | 1995 |

## Vida personal y fallecimiento
Tenía 3 hijos, Gino Diego, Javier Ignacio y Valentina, además de un nieto y una nieta. Se radicó en Viña de Mar, en donde atendía en su confitería.
En septiembre de 2010, fue detenido debido al delito de receptación de especies, al comprar un celular robado. Cofré desconocía el origen del teléfono. Finalmente, logró una suspensión condicional del procedimiento, fijando domicilio y con firma bimensual.
En mayo de 2025, se informó que se vio afectado por una Neumonía, por lo fue internado en el Hospital Dr. Gustavo Fricke de Viña del Mar en un coma inducido.
Falleció en la madrugada del martes 24 de junio de 2025 en Viña del Mar debido a graves complicaciones con su enfermedad.